# Santorre di Santarosa

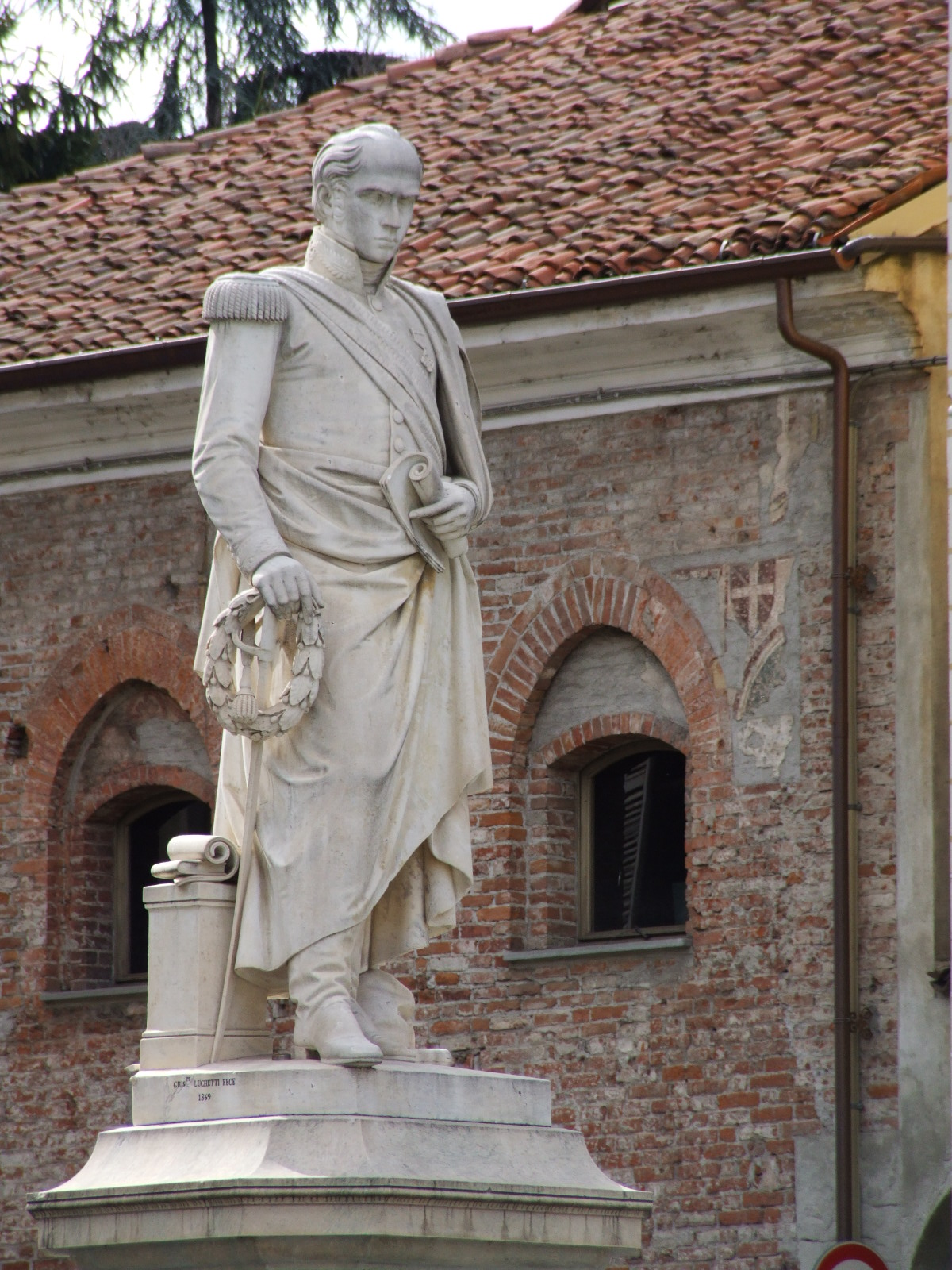
Statue von Santorre di Santarosa

Annibale Santorre dei Rossi di Pomarolo, Conte di Santarosa (* 18. November 1783 in Savigliano; † 8. Mai 1825 bei Pylos, Griechenland) war ein piemontesischer Offizier und Revolutionär.

## Leben
Santorre war Sohn eines piemontesischen Generals, der 1796 bei Mondovì in einer Schlacht gegen Napoleons Armee gefallen war. 
Nachdem das Piemont von Frankreich annektiert worden war, trat Santorre in den Staatsdienst ein, blieb jedoch insgeheim dem Haus Savoyen verbunden. Von 1812 bis 1814 war er Unterpräfekt von La Spezia. Nach der Restauration trat er als Hauptmann der Granatieri di Sardegna in die piemontesische Armee ein. Er war ein entschiedener Gegner der österreichischen Vormachtstellung in Italien durch den Wiener Kongress. 
Während der Unruhen der Jahre 1820 und 1821 versuchte er, das Königreich Sardinien-Piemont zur Intervention im Österreichisch-Neapolitanischen Krieg zu bewegen, um die Österreicher ganz aus Italien hinauszudrängen und das Land zu einen. Die liberale Bewegung, die Santorre di Santarosa anführte, wurde auch vom Kronprinzen Karl Albert unterstützt. Als die Bewegung am 10. März 1821 mit Unterstützung des Kronprinzen und Teilen der Armee das Inkrafttreten einer Verfassung verkündete, brach sie wegen mangelnder Unterstützung durch das Volk zusammen. Santarosa konnte nach Paris fliehen. Dort schrieb er ein Buch über die „Piemontesische Revolution“ (La révolution piemontaise), das ihm wegen seines zu fortschrittlichen Inhaltes die Ausweisung aus Frankreich einbrachte. Er ging nach London, wo er bei Ugo Foscolo lebte, dann nach Nottingham, wo er als Sprachlehrer arbeitete.
1824 ging er nach Griechenland, wo er am dortigen Befreiungskampf gegen die Osmanen teilnahm. In Griechenland kam er am 8. Mai 1825 ums Leben.
Santorre di Santarosa gilt als einer der Wegbereiter des Risorgimento.